# 让纳雷-佩雷别墅
让纳雷-佩雷别墅（Villa Jeanneret-Perret）又名白房子（Maison blanche）是瑞士建筑师勒·柯布西耶的第一个独立项目。 建于1912年，位于建筑师的家乡拉绍德封，是为父母设计的。该房屋自2005年起对公众开放，教科文组织已将其列为世界遗产。

## 历史
1912年2月，25岁的勒·柯布西耶毕业后在家乡拉绍德封开设自己的建筑师事务所。他游历欧洲和中东，向现代建筑大师学习。这是他第一个独立的项目。从1912年到1915年，他在此生活和工作。1919年出售。转手多次后，2000年，由“白房子协会”收购和修复，2005年向公众开放。
让纳雷-佩雷别墅见证了20世纪的开创性建筑和勒·柯布西耶的发展；他独特的新古典风格打破了地区性的新艺术运动，这是基于他在巴黎和柏林向奥古斯特·佩雷和彼得·贝伦斯学习的经历。